# USS Galena (1862)
USS Galena – amerykańska kanonierka pancerna z okresu wojny secesyjnej, później przebudowana na nieopancerzony slup wojenny. Była jednym z trzech pierwszych okrętów pancernych zamówionych przez marynarkę wojenną Unii na potrzeby wojny secesyjnej, pozostając jedynym okrętem swojego typu. Brała udział między innymi w bitwie pod Drewry’s Bluff 15 maja 1862 roku, gdzie odniosła poważne uszkodzenia, oraz w bitwie w zatoce Mobile 5 sierpnia 1864 roku.

## Historia
Po rozpoczęciu wojny secesyjnej marynarka Unii dostrzegła potrzebę budowy będących wówczas nowością na świecie okrętów pancernych (określanych oryginalnie terminem ironclad). Dopiero jednak po podjęciu przez konfederatów latem 1861 roku przebudowy fregaty „Merrimack” na okręt pancerny CSS „Virginia”, sekretarz do spraw marynarki Gideon Welles zdołał przekonać do tej idei Kongres Unii, który 3 sierpnia 1861 roku powołał komitet do spraw budowy okrętów pancernych i przeznaczył na ten cel kwotę półtora miliona dolarów. 7 sierpnia 1861 roku departament marynarki ogłosił konkurs na projekt takiego okrętu, zakreślając jedynie bardzo ogólne charakterystyki. 
Budowę kanonierki pancernej „Galena” zaproponował przedsiębiorca z Connecticut Cornelius Scranton Bushnell, który odegrał uprzednio istotną rolę dla przekonania kongresmenów do finansowania programu budowy okrętów pancernych . Wystąpił on z konwencjonalnym projektem średniej wielkości drewnianego okrętu parowo-żaglowego, pokrytego jedynie nietypowym warstwowym pancerzem żelaznym, którego autorem był Samuel Hartt Pook. Pierwotny projekt został następnie nieco zmieniony i powiększony. Z powodu obaw komisji o stabilność okrętu, Bushnell 9 września skonsultował plany z Johnem Ericssonem (poznając go przy tej okazji i zapoznając się z jego awangardowym projektem „Monitora”, który wywarł na Bushnellu takie wrażenie, że następnie osobiście zaangażował się w jego promowanie) . Komitet wybrał 16 września 1861 roku spośród 17 zgłoszonych propozycji trzy projekty, co doprowadziło do zamówienia pierwszych morskich okrętów pancernych Unii: „Galeny”, „New Ironsides” i „Monitora”, zbudowanych według różnych koncepcji (kanonierki, dużej fregaty pancernej i okrętu wieżowego). Po uzyskaniu kontraktu, Bushnell zlecił budowę kanonierki małej stoczni Williama Ellery’ego Maxsona i Nathana Fisha w Mystic w stanie Connecticut, której był to dopiero drugi budowany okręt. 
Kadłub wodowano 14 lutego 1862 roku. W toku wykańczania zmieniono jeszcze nieco grubość i rozkład pancerza. Okręt wcielono do służby 21 kwietnia 1862 roku pod nazwą „Galena”, pochodzącą od miast i miejscowości w USA nazwanych Galena od rudy ołowiu, przede wszystkim miasta Galena w Illinois.

## Opis
Okręt był konstrukcji drewnianej, z opancerzeniem żelaznym na części kadłuba. Konstrukcja i rozmiary były zbliżone do budowanych w tym okresie nieopancerzonych tzw. 90-dniowych kanonierek, projektu tego samego konstruktora (S.H. Pooka), lecz nieco powiększone. Długość kadłuba na linii wodnej wynosiła 181 stóp (55,17 m), a szerokość 36 stóp (11 m), przy czym wartości te uległy zwiększeniu ze 162 stóp i 32 stóp w pierwotnym projekcie. Długość całkowita wynosiła 210 stóp (64 m). Burty były nachylone mocno do wewnątrz. Wyporność wynosiła 950 ton. Załoga liczyła według różnych źródeł 164 lub 150 ludzi.

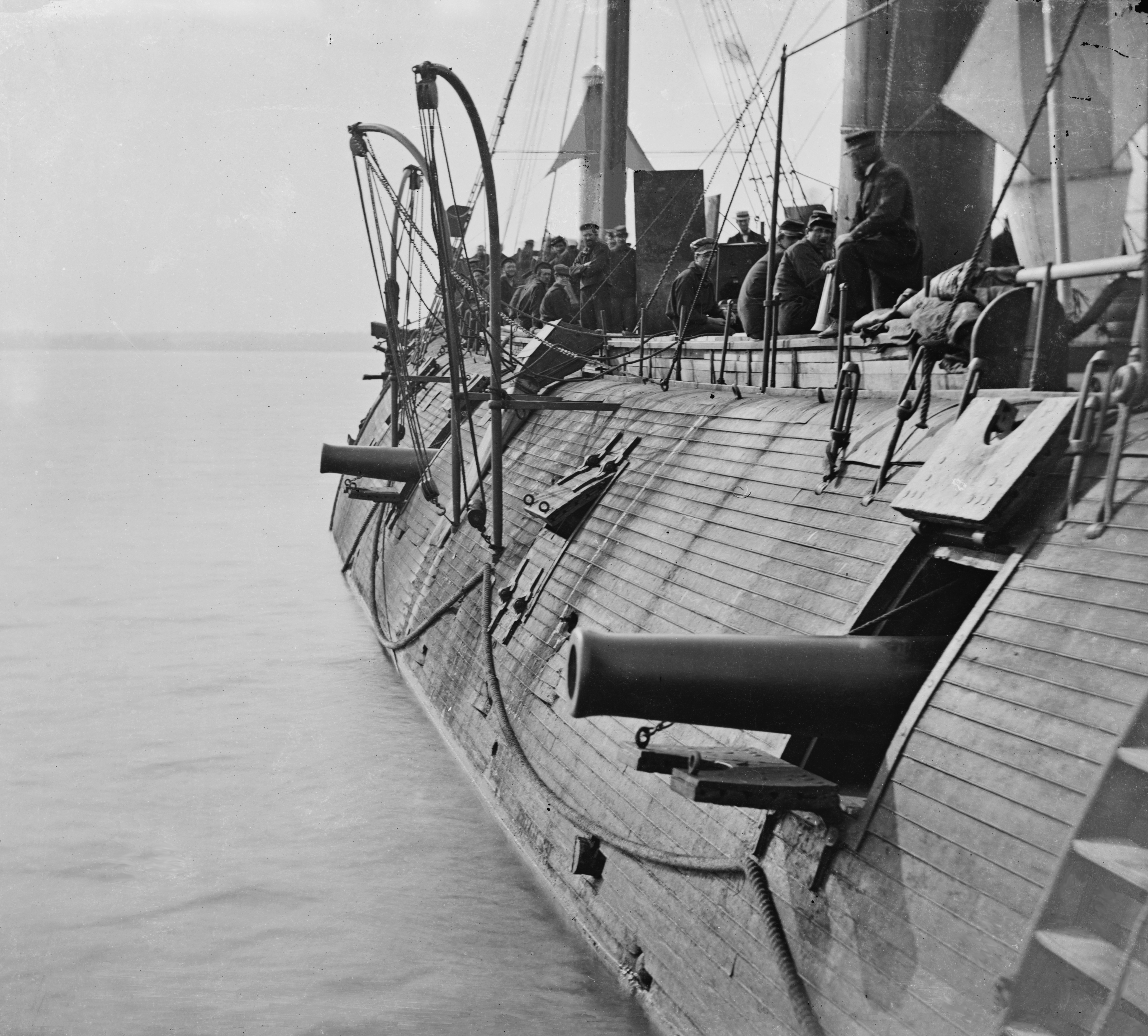
Zbliżenie na śródokręcie „Galeny”, z widocznymi pasami pancerza, patrząc w kierunku rufy

Z powodu niewytwarzania przez ówczesny przemysł amerykański walcowanych płyt pancernych o większych grubościach, konstruktorzy wczesnych okrętów pancernych szukali innych rozwiązań. Na „Galenie” zastosowano skomplikowany system opancerzenia z wąskich poziomych listew żelaznych ułożonych na drugiej warstwie zachodzących na siebie żelaznych poziomych kształtowników, których występy wchodziły w wycięcie na wewnętrznej powierzchni listew. Łączna grubość pancerza wynosiła 3⅛ cala żelaza (79 mm); spotykana w publikacjach jest jednak także wartość 3¼ lub 3½ cala. Początkowo zaprojektowano pancerz o grubości 2½" (63,5 mm) na 1½" podkładzie z kauczuku, lecz w trakcie budowy zamiast kauczuku zastosowano dodatkową blachę ⅝". Drewniane – dębowe burty pod pancerzem miały grubość 18 cali (ok. 46 cm). Pancerz sięgał 4½ stopy poniżej linii wodnej (1,37 m). Osłonę uzupełniał pancerz żelazny grubości 1¼ cala (32 mm) pokrywający górny pokład (według niektórych publikacji, pokład jednak nie był opancerzony). Szczegóły pancerza były zmieniane jeszcze podczas budowy i nie są one pewne (w celu skompensowania zwiększonej masy zamierzano pocienić go do ½  cala – 12,7 mm na dziobie i rufie, lecz nie jest jasne, w jakim zakresie go pocieniono). W praktyce pancerz „Galeny” okazał się zupełnie nieefektywny i w 1863 roku został usunięty, poza osłoną kotłów i maszyn.
Uzbrojenie również podlegało zmianom w trakcie projektowania, a ostatecznie stanowiły je dwa działa gwintowane 100-funtowe Parrota (kaliber 6,4 cala – 163 mm) i cztery gładkolufowe działa 9-calowe (229 mm) (Dahlgrena) w bateriach burtowych. Działa 100-funtowe były umieszczone w baterii burtowej na dziobie i rufie i mogły być przesuwane z jednej burty na drugą (według niektórych publikacji, zamontowane tak były również działa Dahlgrena). Ambrazury miały furty dwudzielne, otwierające się do góry i na dół, z okrągłym wycięciem na lufę, opancerzone tak jak burty. Po przebudowie w 1863 roku uzbrojenie stanowiło 8 dział 9-calowych i jedno 100-funtowe.
Napęd według projektu stanowiła maszyna parowa patentu Johna Ericssona, jednocylindrowa, o dwóch przeciwbieżnych tłokach, o średnicy cylindra 48 cali (1219 cm) i skoku 36 cali (914 cm), produkcji Delamater Ironworks. Jako maksymalna prędkość podawana jest 8 węzłów. 
Okręt początkowo oprócz maszyny parowej miał pomocnicze ożaglowanie typu dwumasztowy szkuner (zamiast przewidywanych planami trzech masztów), jednakże wkrótce po wejściu do służby i dołączeniu do eskadry Unii pod Richmond zostało ono usunięte. Później po zdjęciu pancerza ponownie otrzymał ożaglowanie, jako trzymasztowa barkentyna.

## Służba
Bezpośrednio po wejściu do służby, 22 kwietnia 1862 roku kanonierka wyszła pod żaglami na Hampton Roads, dołączając 24 kwietnia do Północnoatlantyckiej Eskadry Blokady. Pierwszym dowódcą był komandor por. (Commander) Alfred Taylor, lecz już 24 kwietnia zamienił go kmdr por. John Rodgers. W dniach 4 i 7 maja „Galena” gotowa była do podjęcia walki podczas krótkich wypadów okrętu pancernego CSS „Virginia”, lecz do starć ostatecznie nie doszło. Już wówczas dowództwo wyrażało zresztą obawy co do szans kanonierki przeciwko „Virginii” z uwagi na słabe opancerzenie. W ramach wsparcia kampanii półwyspowej gen. McClellana, „Galena” weszła do akcji 8 maja, wpływając z drewnianymi kanonierkami „Port Royal” i „Aroostook” na rzekę James i walcząc skutecznie z konfederackimi bateriami nadbrzeżnymi na Rock Wharf i Mother Tynes’ Bluff chroniącymi dostępu do Richmond (inne publikacje określają konfederackie pozycje jako Fort Boykin i Fort Huger). 15 maja „Galena” wzięła udział w bitwie pod Drewry’s Bluff, gdzie została poważnie uszkodzona przez konfederackie baterie nadbrzeżne, tracąc 12 zabitych i 15 rannych (według innych źródeł, 13 zabitych i 11 rannych). Jej pancerz okazał się słaby, między innymi 13 strzałów przebiło lewą burtę. Mimo to, kanonierka kontynuowała służbę na rzece James, ostrzeliwując w maju i czerwcu (m.in. 27 czerwca) pozycje konfederackie w City Point (obecnie część Hopewell), a w lipcu kanonierka osłaniała odwrót armii Unii. Służbę we Flotylli Rzeki James pełniła do września 1862 roku, a następnie dozorowała na Hampton Roads i pod Newport News. 

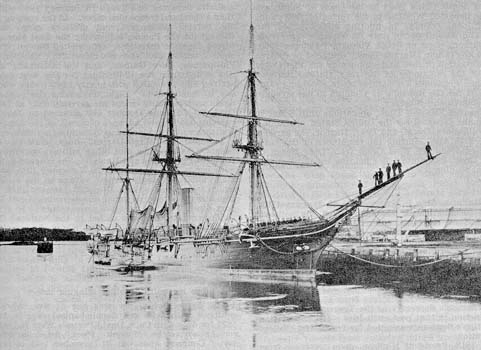
„Galena” po przebudowie i zdjęciu pancerza

21 maja 1863 roku „Galena” rozpoczęła remont połączony z przebudową w Filadelfii, podczas którego usunięto nieefektywne opancerzenie. Została przeklasyfikowana wówczas na slup wojenny. Powróciła do służby 15 lutego 1864 roku, działając od 20 maja w Zachodniej Eskadrze Blokady Zatoki pod Mobile. Ostrzeliwała tam Fort Morgan i łamacze blokady. „Galena” brała następnie udział w bitwie w zatoce Mobile 5 sierpnia 1864 roku, do której weszła, podobnie jak inne okręty Unii, połączona w parę dla wzajemnego ubezpieczania się ze slupem „Oneida”, przywiązana do jego lewej burty. „Galena” została siedem razy trafiona, tracąc jednego zabitego, lecz odholowała spod ognia „Oneidę”, której uszkodzono kocioł. 23 sierpnia 1864 roku wspierała ogniem zdobycie Fortu Morgan. Od 31 sierpnia 1864 roku służyła we Wschodniej Eskadrze Blokady Zatoki pod Key West. Między 4 listopada 1864 roku a 29 marca 1865 roku była remontowana w Filadelfii. Służyła następnie w Północnoatlantyckiej Eskadrze Blokady dozorując na rzekach Nansemond i James do 5 czerwca 1865 roku.
Po zakończeniu wojny „Galena” została wycofana ze służby 17 czerwca 1865 roku w Portsmouth. 9 kwietnia 1869 roku na krótko powróciła do służby w celu przejścia na Hampton Roads, gdzie ponownie została wycofana ze służby 2 czerwca 1869 roku. W 1870 roku podjęto decyzję o skasowaniu jednostki, po czym została rozebrana w 1872 roku w stoczni Norfolk Navy Yard.